# Palisade Falls (Neuseeland)
Die Palisade Falls sind ein Wasserfall im Fiordland-Nationalpark auf der Südinsel Neuseelands. Er stürzt unterhalb des Mount Pembroke und westlich der Stirling Falls in den Milford Sound/Piopiotahian dessen nordöstlichem Ufer. Seine Fallhöhe wird zumeist mit 55 Metern angegeben, wenngleich einige Quellen eine weitere 25 Meter hohe Fallstufe hinzufügen.